# Das Leben geht weiter (Film)
Das Leben geht weiter ist ein unvollendeter deutscher Propagandafilm der letzten Kriegstage des Zweiten Weltkrieges aus dem Jahre 1945, dessen Titel und Grundhaltung aus einem von Joseph Goebbels persönlich verfassten Artikel übernommen wurden. Der auf einem Treatment von Kurt Frowein, Hans Heinrich Henne und Gerhard Weise basierende Film wurde vom 20. November 1944 bis zum 16. April 1945 in den UFA-Ateliers in Babelsberg und in Lüneburg gedreht.
Das Filmmaterial ist bis heute verschollen. Die Entstehungsgeschichte der Produktion wurde von dem Regisseur und Filmhistoriker Hans-Christoph Blumenberg in seinem 1993 veröffentlichten Buch Das Leben geht weiter – Der letzte Film des Dritten Reichs rekonstruiert. Auf diesem Buch basiert auch das 2002 erschienene Doku-Drama Das Leben geht weiter.

## Handlung
Der Film handelt von einer Zehlendorfer Hausgemeinschaft zur Zeit der Bombenangriffe auf Berlin im Jahr 1943. In der Klopstockstraße 48 lebt Ewald Martens, ein Diplom-Ingenieur, der für das Rüstungsministerium an einem Frequenz-Peilgerät arbeitet, welches den deutschen Nachtjägern Vorteile im Kampf verschaffen solle.

## Entstehung
Im Kriegswinter Ende 1944 wurde in Babelsberg alles, was Rang und Namen hatte, für den letzten Monumentalfilm des Dritten Reichs mobilisiert. Unter Wolfgang Liebeneiners Regie wurden hauptsächlich bekannte Schauspieler „für die vermeintliche ’filmische Wunderwaffe’ verpflichtet“. Da Berlin jedoch zur Zeit der Dreharbeiten bereits zerstört war, musste die Stadt in Babelsberg nachgebaut werden; dieser Drehort wurde jedoch auch angegriffen, und so zog das Filmteam im März 1945 auf den Fliegerhorst nach Lüneburg. Nun sollte der Film „in dringendem Reichsinteresse“ fertiggestellt werden. Da Regisseur Liebeneiner die Niederlage bereits vor Augen hatte, erarbeitete er eine zweite Version, die nicht mehr den Intentionen des Reichspropagandaministeriums entsprach. Als am 18. April 1945 britische Truppen in Lüneburg einmarschierten, versteckte Liebeneiner die Filmrollen im Dom zu Bardowick. Seitdem sind sie verschwunden. Fragmente der Trickaufnahmen (Modelle eines Güterzuges mit Tiger I Panzern, einer Stadt bei einem Luftangriff) sowie Fragmente von Tonaufnahmen sind im Bundesarchiv erhalten (14 Minuten, davon 8:40 Minuten stummer Film, der Rest nur Ton).